# George Clinton
George Clinton (Little Britain, Nova York, 26 de juliol de 1739 - Washington DC, 20 d'abril de 1812) fou un militar i polític estatunidenc, considerat un dels «Pares Fundadors dels Estats Units».
Va ser governador de Nova York del 1777 al 1795, i encara del 1801 al 1804, i després vicepresident dels Estats Units entre 1805 i 1812, sota el mandat de dos presidents, Thomas Jefferson i James Madison. És el governador que ha servit durant més temps de la història dels Estats Units, amb un total de 21 anys en sis mandats, i, junt amb John C. Calhoun, un dels dos únics vicepresidents que han servit sota dos presidents diferents.